# Caroline Marcadé
Pour les articles homonymes, voir Marcadé.
Caroline Marcadé (née à Paris le 19 janvier 1952) est une danseuse, chorégraphe et metteur en scène française.

## Biographie
Après des études de philosophie, d’histoire de l’art, de danse classique et contemporaine, elle poursuit sa carrière de danseuse en 1973 comme membre soliste du Groupe de recherches théâtrales de l'Opéra de Paris (GRTOP), dirigé par Carolyn Carlson, puis se tourne vers la création chorégraphique et théâtrale et fonde en 1979 sa compagnie Élan Noir-Théâtre Évadé (Le Jardin du sanglier, Pierre Robert, La Porte noire, Hôtel des Fraises, Deuxième Légende, Home Movies II...).
Sa rencontre avec Antoine Vitez l’amène à la création d’une véritable dramaturgie du corps de l’acteur qu’elle expérimente pour Hernani de Victor Hugo au Théâtre de Chaillot (1985) et poursuivra jusqu’au Mariage de Figaro de Beaumarchais à la Comédie-Française.
Sa rencontre avec Alain Françon pour La Dame de chez Maxim de Feydeau marque le début d’un compagnonnage de vingt années. La chorégraphie et la conscience du corps s’incarnent au cœur du texte.
En qualité de chorégraphe et de collaboratrice artistique, elle poursuit son travail sur le corps et la danse avec une quarantaine de metteurs en scène de théâtre, d’opéra et de cinéma.
Elle fonde en 1993 le département Corps et Espace au Conservatoire national supérieur d'art dramatique où elle est également professeur de danse. Développer l’enseignement du corps dans la formation de l’acteur, mettre en place des outils de jeu, créer un théâtre dansé où les textes et les corps s’engagent mutuellement sont ses objectifs pédagogiques.
Depuis 1999, elle poursuit un travail sur l’écriture dramatique contemporaine et la mise en scène. Une dizaine de créations entre 1999 et 2009, dont La Nuit de l'enfant caillou, au Théâtre national de la Colline et L. au Centre dramatique national Poitou-Charentes.

## Note
1. ↑  Notice de la BnF
2. ↑  Elle fut chorégraphe pour La Vie parisienne de Pierre Cavassilas (1991), Haut bas fragile de Jacques Rivette (1995), Didon et Énée de Maté Rabinovsky (1998), Sauvage Innocence (2001) et Les Amants réguliers (2005) de Philippe Garrel.